# Eisenbahnunfall von Hansted

Zeitgenössische Zeichnung mit nicht korrekter Darstellung der Achsfolge, erschienen in der Zeitung »Nutiden« am 7. Januar 1877

Der Eisenbahnunfall von Hansted geschah am 26. Dezember 1876 östlich des dänischen Orts Hansted beim Gut Hanstedholm an der Bahnstrecke Fredericia–Aarhus zwischen Horsens und Tvingstrup. Neun Menschen, darunter sieben Bedienstete der Jysk-Fyenske Jernbaner, kamen ums Leben. Es war bis zu diesem Zeitpunkt der schwerste Eisenbahnunfall in der dänischen Geschichte.

## Ursache
Um Weihnachten 1876 herrschte Winterwetter mit starken Schneefällen. Am 25. Dezember wurde deshalb in Århus ein Notfallplan aufgestellt, um die wichtigsten Strecken zu räumen.
Ein Arbeitszug mit rund 100 snekastere (deutsch wörtlich etwa „Schneefräsen“ oder „Schneewerfer“, Bezeichnung für mit Schaufeln ausgestattete Bahnbedienstete) wurde am 26. Dezember bereits am Morgen mit einem führenden Schneepflug, zwei Schlepptenderlokomotiven und zwei 3.-Klasse-Wagen wegen starkem Schneefall und Schneeverwehungen von Århus Richtung Fredericia auf die Strecke geschickt. Geführt wurde er von den beiden Güterzuglokomotiven E 35 und E 44. Zusätzlich war auf jeder Lokomotive Personal, das nur die Strecke beobachten sollte. Die Schneeräumer in den Personenwagen hatten die Aufgabe, den Schneepflug freizuschaufeln, falls er sich festgefahren haben sollte.

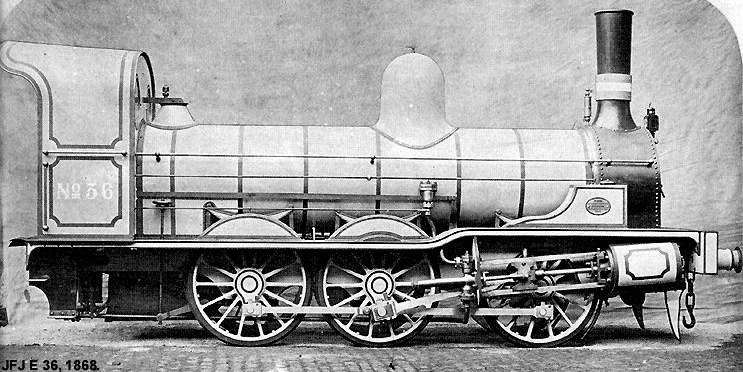
Fabrikfoto der JFJ E 36 (ohne Tender, 1868)

Im Bahnhof Hovedgård versuchte Fahrdienstleiter Carlsen dem Zug die Meldung zu übermitteln, dass sich bei Serridslev wegen der steilen Hänge große Schneewehen gebildet hatten, die nur mit äußerster Vorsicht durchfahren werden dürften. In Tvingstrup fuhr der Zug vorsichtig durch den Bahnhof und erhöhte am Bahnhofsende seine Geschwindigkeit.
Als der Zug mit dieser Geschwindigkeit bei Hanstedholm vorbeifuhr, blieb er nach einem heftigen Schlag stehen und die mitfahrenden Schneeräumer in den Personenwagen wurden durcheinander geworfen. Viele von ihnen waren so erschrocken, dass sie unter Schock über die Felder wegliefen. Als einige zu den Lokomotiven vordrangen, sahen sie, dass eine Lokomotive nahezu über der anderen stand. Sieben Männer auf den beiden Lokomotiven waren sofort tot oder starben kurz nach dem Unfall an ihren schweren Verletzungen. Nur Fahrdienstleiter Rasmussen, der auf der hinteren Lokomotive gewesen war, überlebte schwer verletzt.
Im Personenwagen wurden zwei Arbeiter getötet und mindestens 20 mehr oder weniger schwer verletzt. So starben bei dem Unfall neun Menschen.
Unmittelbar nach dem Unfall wurde vom nahe gelegenen Bauernhof Hanstedholm und vom Bahnhof Horsens Alarm ausgelöst. Die Toten und Sterbenden wurden von den örtlichen Bewohnern zum Bauernhof gebracht. Es dauerte drei Tage, bis das letzte Opfer befreit wurde.
Der Unfall wurde nie vollständig geklärt.

## Annahmen zum Unfallhergang
Der Direktor der Jysk-Fyenske Jernbaner Niels Henrik Holst schrieb in seinem Bericht an das Innenministerium: „Bereits in einer Entfernung von 3500 Ellen von der Unfallstelle wurde bemerkt, dass die Lokomotiven getrennt waren. 1.500 Ellen vor der Stelle fuhren sie mit einem Abstand von 50 und 100 Ellen auseinander“.
Was der Direktor damit sagen wollte, blieb unklar. Möglicherweise berief er sich auf die Aussage eines Bahnwärters, der in der Nähe der Unfallstelle den Zug mit den beiden Lokomotiven vorbeifahren sah, wobei allerdings zwischen der ersten und der zweiten Lokomotive ein Abstand von einer halben Loklänge gewesen sein soll. Eventuell nahm Holst dies auf Grund der Schwere des Unfalles nur an. Alles deutet darauf hin, dass die Kupplung zwischen den beiden Lokomotiven während der Schneeräumung gebrochen war, ohne dass die Lokmannschaften dies bemerkten. Als sich die vordere Lokomotive in einer Schneewehe festfuhr, muss die hintere mit voller Fahrt auf diese aufgefahren sein. Es wäre jedoch möglich, dass die Kupplung absichtlich gelöst wurde, so dass die hintere Lokomotive der vorderen nach einem Festfahren helfen konnte.
Allerdings erklärte Fahrdienstleiter Carlsen, der später am Unglücksort war, dass er nicht bemerkt hätte, dass die Lokomotiven getrennt waren. Er sah, dass sich der Zug mit voller Geschwindigkeit dem Bahnhof Hovedgård näherte. Deshalb gab er ein Haltesignal an den Zug, welches im Bahnwärterhaus Nr. 50 bei Kannerup, 900 m vor der Unglücksstelle, wiederholt wurde.
Die Signale wurden wohl zu spät bemerkt, denn kurz danach blieb die vordere Lokomotive mit dem Schneepflug in den Schneewehen stecken. Die zweite Lokomotive mit den Personenwagen fuhr mit so viel Kraft auf, dass die hintere Lok über den Tender der vorderen Lokomotive aufstieg. Dadurch wurde diese großteils zerdrückt. Der folgende Personenwagen lief auf den Tender der hinteren Lok auf und wurde zur Hälfte zerstört.
Nach lokalen Überlieferungen waren die Insassen im Zug berauscht. Der Bericht der Staatsbahn enthält jedoch keinen Hinweis, dass die Lok- und Schneeräumpersonale unter dem Einfluss von Alkohol gewesen wären. Möglicherweise hatten sich einige Arbeiter bei dem kalten Winterwetter etwas „gestärkt“.
Direktor Niels Holst, der den Bau der Jysk-Fyenske Jernbaner leitete und die Streckenverhältnisse sehr gut kannte, kam in seinem Bericht zu dem Schluss, dass die Katastrophe auf eine Kombination von drei möglichen Umständen zurückzuführen sei:
- eine Unbedachtheit, dass der Zug unter den gegenwärtigen Umständen eine beträchtliche Geschwindigkeit hatte,
- ein Unfall, da die Kupplung zwischen den beiden Lokomotiven während der Fahrt zerriss oder sich löste,
- ein Mangel an Wachsamkeit, da auf den Lokomotiven nicht richtig Ausschau gehalten wurde, wobei zu beachten ist, dass die Schneewolken, die der Schneepflug erzeugte, den Zug und die Beobachter einhüllte.

## Auswirkungen
Wegen des Unfalls wurden sofort mehrere vorbeugende Maßnahmen veranlasst. Die wichtigste war, dass ab diesem Zeitpunkt vor dem Beginn des Schneeräumens der Zug anhalten und die mitgeführten Wagen abhängen musste.

## Gedenken an die Opfer
Nach dem Unglück wurde nördlich der Bahnstrecke ein Gedenkstein aufgestellt, der vom Zug aus zu sehen ist. Für die sieben Bahnbediensteten steht zudem ein Gedenkstein im Ehrenhain der Dänischen Staatsbahnen in Fredericia.